# Горга (Рим)
Горга, Ґорґа (італ. Gorga) — муніципалітет в Італії, у регіоні Лаціо,  метрополійне місто Рим-Столиця.
Горга розташована на відстані близько 60 км на південний схід від Рима.
Населення — 734 особи (2014).
Щорічний фестиваль відбувається 4 серпня. Покровитель — San Domenico.

## Демографія
Населення за роками:

Станом на 1 січня 2023 року в муніципалітеті офіційно проживало 39 іноземців з 4 країн, серед них 36 громадян країн Євросоюзу.

## Сусідні муніципалітети
- Ананьї
- Карпінето-Романо
- Монтеланіко
- Мороло
- Згургола
- Супіно